# Petulanos
Petulanos es un género de peces de la familia Anostomidae y de la orden de los Characiformes.

## Especies
Actualmente hay tres especies reconocidas en este género:
- Petulanos intermedius (R. Winterbottom, 1980)
- Petulanos plicatus (C. H. Eigenmann, 1912)
- Petulanos spiloclistron (R. Winterbottom, 1974)